# Stefan Garczyński (1920–1993)
Stefan Garczyński wł. Stefan Andrzej Garczyński (ur. 1 czerwca 1920 w Warszawie, zm. 3 stycznia 1993) – polski pisarz, publicysta, nauczyciel.

## Życiorys
Ukończył warszawskie gimnazjum im. Mikołaja Reja i w Poznaniu rozpoczął przed II wojną studia prawno-ekonomiczne. Na początku okupacji pracował dla Polskiej Żeglugi Rzecznej „Vistula”.
Stefan Garczyński napisał o sobie: „Urodziłem się, kiedy plac przed Hotelem Europejskim w Warszawie nazywał się Saskim, chodziłem do szkoły, gdy był placem Józefa Piłsudskiego, zaczynałem studia, gdy tablice obwieszczały, że to Adolf Hitler Platz, idąc do pracy przechodziłem przez ten sam plac Zwycięstwa”.
Po wojnie ukończył studia w Akademii Nauk Politycznych. Pracował kolejno w Ministerstwie Handlu Zagranicznego, w Banku Handlowym i w Stowarzyszeniu Autorów ZAiKS.
W r. 1951 został aresztowany i oskarżony z art. 23 M.K.K. o „pisanie i próby rozpowszechniania prac mogących wyrządzić istotną szkodę interesom państwa”. Skazany na 4 lata więzienia, zwolniony na podstawie amnestii w 1953.
Pisał na tematy związane z psychologią i kulturą życia codziennego, napisał 27 książek (niektóre wznawiano). Jako nauczyciel języka angielskiego prowadził zajęcia m.in. w Klubie Prasy i Książki.

## Życie prywatne
Był synem Tadeusza Garczyńskiego (1893–1968) i Janiny. W 1926, kiedy Stefan był chłopcem, jego ojciec, pisarz i dziennikarz, poślubił aktorkę Zofię Modrzewską (Regerównę, 1888–1980), rozwiedzioną wcześniej z reżyserem Leonem Schillerem.
Z żoną mieszkali w domu przy ulicy Filtrowej. Zmarł po długiej chorobie.

## Twórczość (wybór)
- Sztuka pamiętania, Wydawnictwo Iskry, Warszawa 1960
- Sztuka rozmowy, Iskry, Warszawa 1962
- Ćwiczenia konwersacyjne do nauki języka angielskiego, Wydawnictwa Uniwersytetu Warszawskiego, 1965
- Misiołek, Wydawnictwo Czytelnik, Warszawa 1966
- Współżycie łatwe i trudne, Iskry, Warszawa 1966
- Na stromym dachu, Czytelnik, Warszawa 1969
- Potrzeby psychiczne. Niedosyt, zaspokojenie, Instytut Wydawniczy Nasza Księgarnia, Warszawa 1969
- Współżycie łatwe i trudne, Iskry, Warszawa 1969
- Attractive exercises : ćwiczenia gramatyczne do nauki języka angielskiego, Wydawnictwo Wiedza Powszechna, Warszawa 1971 (wznowienie ISBN 83-214-0826-5)
- Razem, ale jak?, Wydawnictwo Horyzonty, Warszawa 1973
- Jak zapamiętać, Nasza Księgarnia, Warszawa 1976
- O prowadzeniu rozmowy, Wydawnictwo „Watra”, Warszawa 1976
- Sztuka myśli i słowa, Iskry, Warszawa 1976
- Skąd te błędy, Instytut Wydawniczy Związków Zawodowych, Warszawa 1981, ISBN 83-202-0116-0
- Śmiechu naszego powszedniego, Watra, Warszawa 1981, ISBN 83-225-0054-8
- Mały, Czytelnik, Warszawa 1983, ISBN 83-07-00559-0
- O radości, Nasza Księgarnia, Warszawa 1983 ISBN 83-10-08317-3
- Z informacją na bakier, Instytut Wydawniczy Związków Zawodowych, Warszawa 1984, ISBN 83-202-0269-8
- O dawaniu, Nasza Księgarnia, Warszawa 1985, ISBN 83-10-08676-8
- Gafy : komizm mimowolny, Wydawnictwo Alfa, Warszawa 1986, ISBN 83-7001-137-3
- Błyskotki o współżyciu. Zbiór myśli, sentencji zestawił i skomponował Stefan Garczyński, Instytut Wydawniczy Związków Zawodowych, Warszawa 1987
- Anatomia komizmu, Krajowa Agencja Wydawnicza, Poznań 1989, ISBN 83-03-02874-X
- Myśli nie przydeptane, Instytut Wydawniczy Związków Zawodowych, Warszawa 1990, ISBN 83-202-0801-7
- Strzeż się tych błędów, Iskry, Warszawa 1990, ISBN 83-7001-224-8
- Błyskotki o kulturze, Oficyna Wydawnicza „Pokolenie”, Warszawa 1992
- Rozmawiać? Tak. Ale jak?, Wydawnictwa Szkolne i Pedagogiczne, Warszawa 1993, ISBN 8302043987 (wydanie pośmiertne)[4][5]
- Z czego się śmiejecie?, Wydawnictwa Szkolne i Pedagogiczne, Warszawa 1994, ISBN 83-02-05130-6 (wydanie pośmiertne)

### Współautor
- Wyrazy trudne, ważne i ciekawe. Leksykon młodego czytelnika, Wiedza Powszechna, Warszawa 1987, ISBN 83-214-0553-3

## Wydania w językach obcych (wybór)
- Umenie zapamätať si (Tyt. oryg.: Sztuka pamiętania),  Bratislava, Wydawnictwo Osveta, 1962 (język słowacki)
- Ako vychádzat' s l'ud'mi,  Bratislava, Wydawnictwo Obzor, 1968 (język słowacki)
- Soužití snadné i složité,  Praga, Wydawnictwo Mladá fronta, 1977 (język czeski)
- Chyby a omyly (Tyt. oryg.: Błąd. Źródła, unikanie), Praga, Wydawnictwo Mladá fronta, 1982 (język czeski)